# Yeomen of the Guard

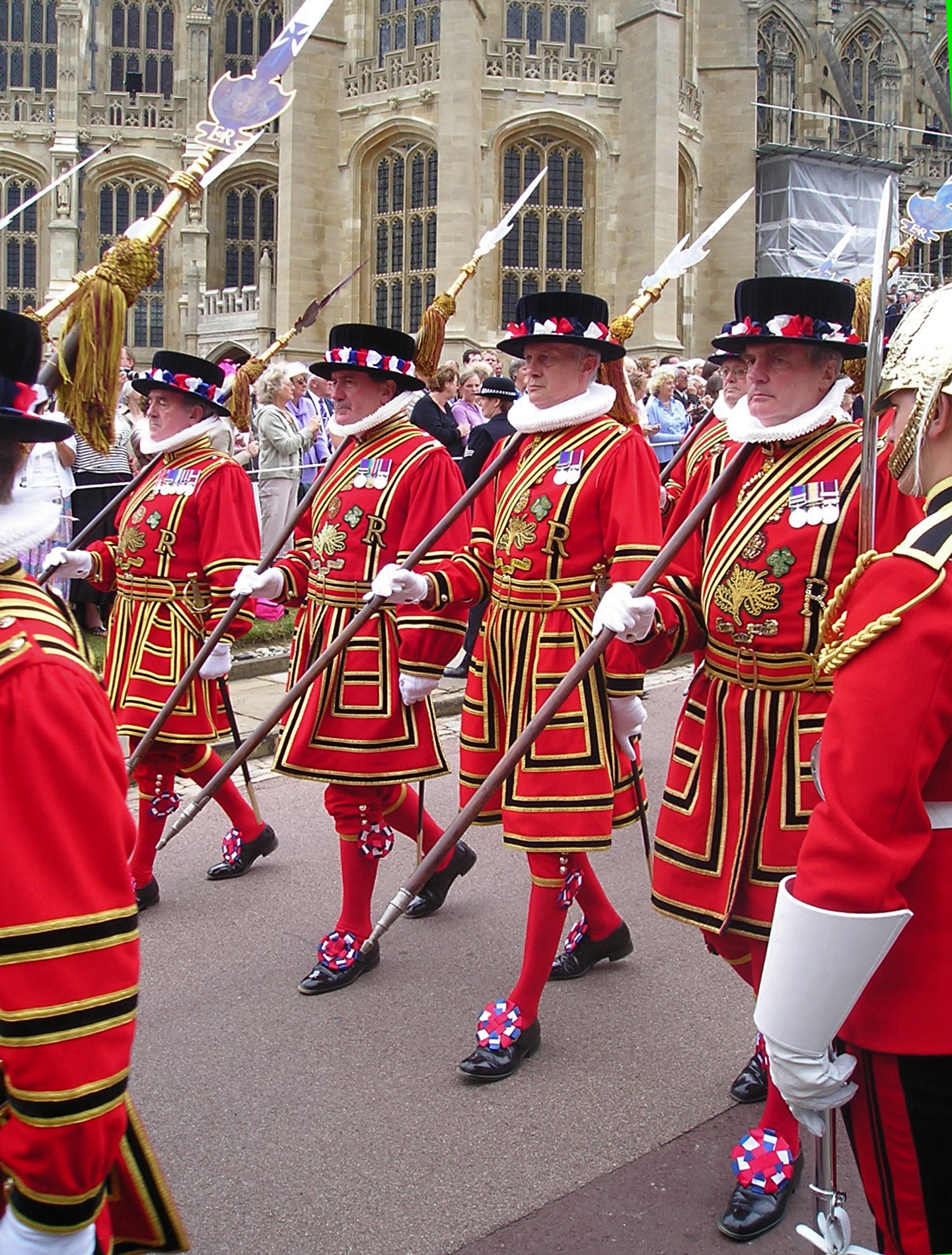
Yeomen of the Guard in der Prozession zum alljährlichen Gottesdienst des Hosenbandordens in Windsor Castle

Die King’s Body Guard of the Yeomen of the Guard, umgangssprachlich Beefeaters, sind eine der verschiedenen zeremoniellen Leibwachen des britischen Monarchen.

## Geschichte
Die Yeomen of the Guard sind die älteste noch existierende Leibgarde des britischen Königs. Sie wurden 1485 von Heinrich VII. vor der Schlacht von Bosworth Field gegründet und dienten in den folgenden Jahrhunderten stets als Leibwache. Zuletzt nahmen sie 1743 an der Schlacht bei Dettingen teil, der letzten Schlacht, bei der ein britischer König persönlich anwesend war. In der Folgezeit wandelten sich die Aufgaben der Yeomen of the Guard mehr und mehr von einer echten Leibwache zu einer Einheit mit zeremoniellen Aufgaben.

## Gegenwart
Die Einheit besteht heute aus 64 Mann, die allesamt pensionierte Unteroffiziersdienstgrade der Streitkräfte des Vereinigten Königreichs mit einer Dienstzeit von mindestens 22 Jahren sein müssen. Das Amt des Captains hat stets der stellvertretende Fraktionsvorsitzende der Regierungspartei im House of Lords inne. Faktisch werden die Yeomen vom Senior Messenger Sergeant Major and Wardrobe Keeper kommandiert, der im St James’s Palace residiert.
Die Yeomen of the Guard sind in vier Züge untergliedert, die jeweils aus drei Offizieren und 13 Mann bestehen.
Zu den Anlässen, bei denen die Einheit in der Öffentlichkeit auftritt, gehören insbesondere der Royal Maundy Service am Gründonnerstag, Investituren und die königlichen Gartenpartys im Sommer. Bei der Parlamentseröffnung fällt ihr die Aufgabe zu, die Kellerräume des Palace of Westminster zu durchsuchen. Die Tradition hat ihren Ursprung im Gunpowder Plot von 1605, als Guy Fawkes zusammen mit anderen Verschwörern versuchte, das Parlament und den König Jakob I. in die Luft zu sprengen.

## Uniform

Emblem der Yeomen of the Guard

Die Uniform der Yeomen of the Guard stammt aus der Tudorzeit, in der die Truppe gegründet wurde. Dies gilt auch für die fast identische Paradeuniform der Yeomen Warders, die im Tower of London Dienst tun. Auf den Emblemen auf der Vorder- und Rückseite der Tunika, die von den Yeomen getragen wird, sind neben der Edwardskrone (bis 1953 der Tudorkrone) die Rose, das Kleeblatt und die Distel als die Nationalsymbole der drei Landesteile des Vereinigten Königreichs abgebildet.

## Battle Honours
Aus der Zeit, in der das Corps noch nicht nur rein zeremonielle Aufgaben wahrnahm, hat es sich einige Battle Honours (ehrenvolle Erwähnungen, die teilweise auf der Fahne des Corps aufgeführt sind) erworben.
Battle Honours (englische Bezeichnungen):
- Field of Stoke 1487
- Boulogne 1492
- Blackheath 1497
- Tournai 1514
- Boulogne 1544
- Boyne 1690
- Dettingen 1743